# 古見岳
古見岳（こみだけ）は、沖縄県八重山郡竹富町に位置する山である。

## 概要
標高は469.5メートルで、西表島における最高峰であり、沖縄県では於茂登岳（石垣島）、与那覇岳（沖縄本島）、桴海於茂登岳（石垣島）に次いで4番目に高い山である。
山頂には三等三角点「高那岳」が設置され469.48mとなっている。西表島は、古見岳をはじめ300-400メートル級の山が連なり、壮年期地形を形成している。山頂付近にはリュウキュウチクが群生する。
方言ではクンダギと呼び、古見岳という山名は古見村（現在の竹富町古見の一部）の背後に位置することに由来する。地元では神が降り立つ山として信仰の対象となっている。